# فینال جام حذفی فوتبال انگلستان ۲۰۰۵

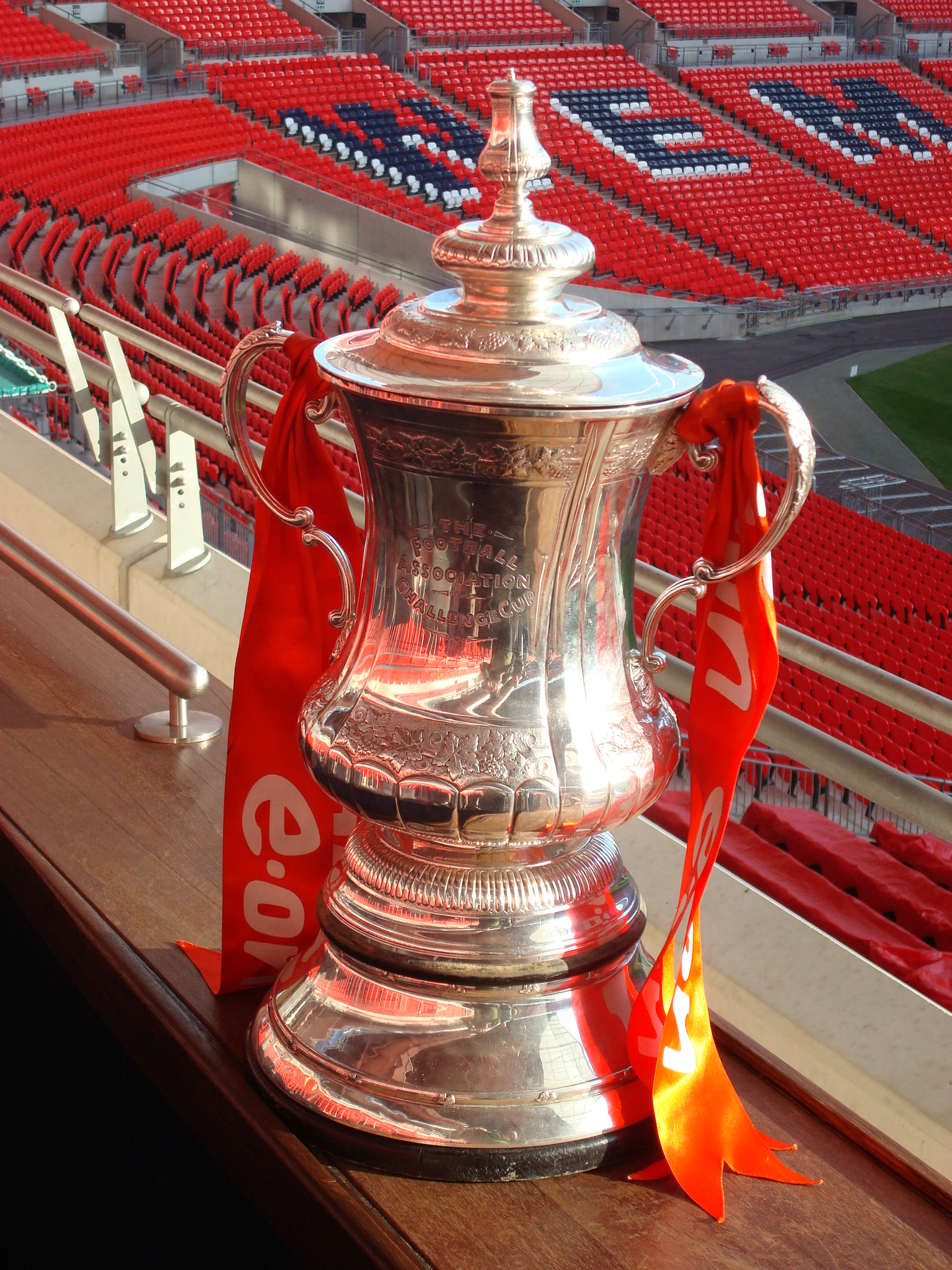
کاپ قهرمانی مسابقات جام حذفی انگلستان

فینال جام حذفی فوتبال انگلستان ۲۰۰۵، رقابت پایانی جام حذفی فوتبال انگلستان در سال ۲۰۰۵ میلادی است که مابین دو تیم باشگاه فوتبال آرسنال و باشگاه فوتبال منچستر یونایتد در ورزشگاه میلنیوم کاردیف برگزار شده‌است.
این مسابقه که در تاریخ ۲۱ مه ۲۰۰۵ انجام شده‌است با نتیجه ۰ بر ۰ در ۱۲۰ دقیقه و برد ۵بر۴ در ضربات پنالتی به سود باشگاه فوتبال آرسنال به پایان رسید.
منچستر یونایتد ۰(۴) ۰(۵) آرسنال
فن نیستلروی  لورن اتامه مایر 

پل اسکولز فردریک لیونبرگ

کریستیانو رونالدو  
رابین فن پرسی
```
 
وین رونی 
 
 
   
اشلی کول
```

روی کین  پاتریک ویرا
```
آرسنال ۰(۵)       ۰(۴) منچستریونایتد
```